# Радио Биафра
«Радио Биафра» (англ. Radio Biafra), также известное как «Голос Биафры» (англ. Voice of Biafra) — радиостанция, основанная правительством непризнанного государства Республика Биафра. Считается, что «Радио Биафра» впервые вышло в эфир перед биафро-нигерийской войной и являлось одним из инструментов пропаганды Чуквемеки Одумегву-Оджуквы, создателя государства Биафра. В настоящее время радиостанцией руководит член сепаратистской организации, выступающей за независимость Биафры, Ннамди Кану.

## Вещание
Вещание «Радио Биафра» ведётся из Лондона на английском языке и языке игбо через интернет, а также в коротковолновом радиодиапазоне и направлено в основном на жителей востока Нигерии. В эфире радиостанции транслируется основная идеология Биафры — «Свобода жителям Биафры».

## Реакция
Некоторые критики обвиняют «Радио Биафра» в разжигании войны и пропаганды ненависти к Нигерии через свои передачи. В то же время журналист американского новостного онлайн-агентства «Sahara Reporters» выступил в защиту радиостанции, сравнив её с «BBC Hausa».
14 июля 2015 года в СМИ появились сообщения о блокировке «Радио Биафра» ввиду отсутствия лицензии на трансляцию от Нигерийской комиссии по радиовещанию. Однако, радиостанция назвала эту информацию ложной и продолжила свою работу.